# Calliptamus coelesyriensis
Calliptamus coelesyriensis är en insektsart som beskrevs av Giglio-tos 1893. Calliptamus coelesyriensis ingår i släktet Calliptamus och familjen gräshoppor. Inga underarter finns listade i Catalogue of Life.